# Modo de morte
Em muitas jurisdições legais, a forma de morte é uma determinação, normalmente feita pelo legista, polícia ou funcionários semelhantes, e registrada como uma estatística vital. Nos Estados Unidos e no Reino Unido, é feita uma distinção entre a causa de morte, que é uma doença ou lesão específica, versus modo de morte, que é principalmente uma determinação legal versus o mecanismo de morte (também chamado de modo de morte) que não explica por que a pessoa morreu ou a causa básica da morte e pode incluir parada cardíaca ou exsanguinação. Diferentes categorias são usadas em diferentes jurisdições, mas as determinações de morte incluem desde categorias muito amplas como "natural" e "homicídio" até maneiras específicas como "acidente de trânsito" ou "ferimento por arma de fogo". Em alguns casos é realizada autópsia, seja por exigências legais gerais, porque a causa médica da morte é incerta, a pedido de familiares ou responsáveis, ou porque as circunstâncias da morte eram suspeitas.
Os códigos da Classificação Internacional de Doenças (CID) podem ser usados para registrar a forma e a causa da morte de maneira sistemática, o que facilita a compilação de estatísticas e torna mais viável a comparação de eventos entre jurisdições.

## Terminologia

### Morte por causas naturais
Uma morte por causas naturais resulta de uma doença e suas complicações ou um mau funcionamento interno do corpo não causado diretamente por forças externas, que não sejam doenças infecciosas. Por exemplo, uma pessoa que morre de complicações de pneumonia, doença diarreica ou HIV/AIDS (infecções), câncer, acidente vascular cerebral ou doença cardíaca (disfunções internas do corpo) ou falência súbita de órgãos provavelmente seria listada como tendo morrido de causas naturais. "Morte por causas naturais" às vezes é usado como um eufemismo para "morrer de velhice", que é considerado problemático como causa de morte (em oposição a uma doença específica relacionada à idade); há também muitas causas de morte "natural" não relacionadas à idade, para fins legais de morte.

### Causas não naturais
Uma morte não natural resulta de uma causa externa, normalmente incluindo homicídios, suicídios, acidentes, erros médicos, intoxicações alcoólicas e overdoses de drogas. As jurisdições diferem em como categorizam e relatam mortes não naturais, incluindo o nível de detalhe e se são consideradas uma única categoria com subcategorias ou categorias separadas de nível superior. Não existe um padrão internacional sobre se ou como classificar uma morte como natural ou não natural.
"Mecanismo da morte" às vezes é usado para se referir à causa imediata da morte, que pode diferir da causa usada para classificar o modo de morte. Por exemplo, a causa ou mecanismo de morte imediato pode ser isquemia cerebral (falta de fluxo sanguíneo para o cérebro), causada por uma neoplasia maligna (câncer), por sua vez causada por uma dose de radiação ionizante administrada por uma pessoa com intenção de matar ou ferir, levando à certificação do modo de morte como "homicídio".
A forma da morte pode ser registrada como "indeterminada" se não houver evidências suficientes para chegar a uma conclusão firme. Por exemplo, a descoberta de um esqueleto humano parcial indica uma morte, mas pode não fornecer evidências suficientes para determinar uma causa.

## Categorias por jurisdição

### Estados Unidos
Nos Estados Unidos, uma forma de morte é expressa como pertencente a uma classificação de um grupo de seis possíveis:
- Natural
- Acidente
- Suicídio
- Homicídio
- Indeterminado
- Pendente

Em algumas jurisdições, algumas maneiras mais detalhadas podem ser relatadas em números separados dos quatro ou cinco principais. Por exemplo:
- Intervenção legal (por exemplo, pena capital)[1]
- Ato de guerra[1]
- Acidentes automobilísticos[8]
- Mortes de presos por intoxicação aguda[10]

### Reino Unido
No Reino Unido, quando as pessoas morrem, ou um médico escreve um atestado médico de causa natural aceitável de morte, ou um legista (procurador fiscal na Escócia) investiga o caso. Os legistas são oficiais de justiça independentes que investigam as mortes relatadas a eles e, posteriormente, quaisquer investigações necessárias para descobrir a causa da morte, isso inclui ordenar um exame post-mortem, obter depoimentos de testemunhas e registros médicos ou realizar um inquérito. Na jurisdição legal unificada da Inglaterra e do País de Gales, a maioria das mortes é certificada por médicos sem autópsia ou envolvimento do legista. Quase todas as mortes certificadas pelo legista envolvem uma autópsia, mas a maioria não envolve um inquérito formal.
Na Inglaterra e no País de Gales, uma lista específica de escolhas para veredictos não é obrigatória, e "veredictos narrativos" são permitidos, que não são especificamente classificados. Os veredictos agregados pelo Ministério da Justiça são:
- Homicídio
  - Assassinato ilegal
  - Assassinato legal
- Suicídio
- Aborto tentado ou auto-induzido
- Causa da morte agravada por falta de cuidados ou autonegligência
- Dependência de drogas
- Abuso de drogas não dependente
- Falta de atenção no nascimento
- Morte por doenças industriais
- Morte por acidente ou infortúnio
- Natimorto
- Morte por causas naturais
- Veredicto aberto
- Desastre